# آشپزی تبتی

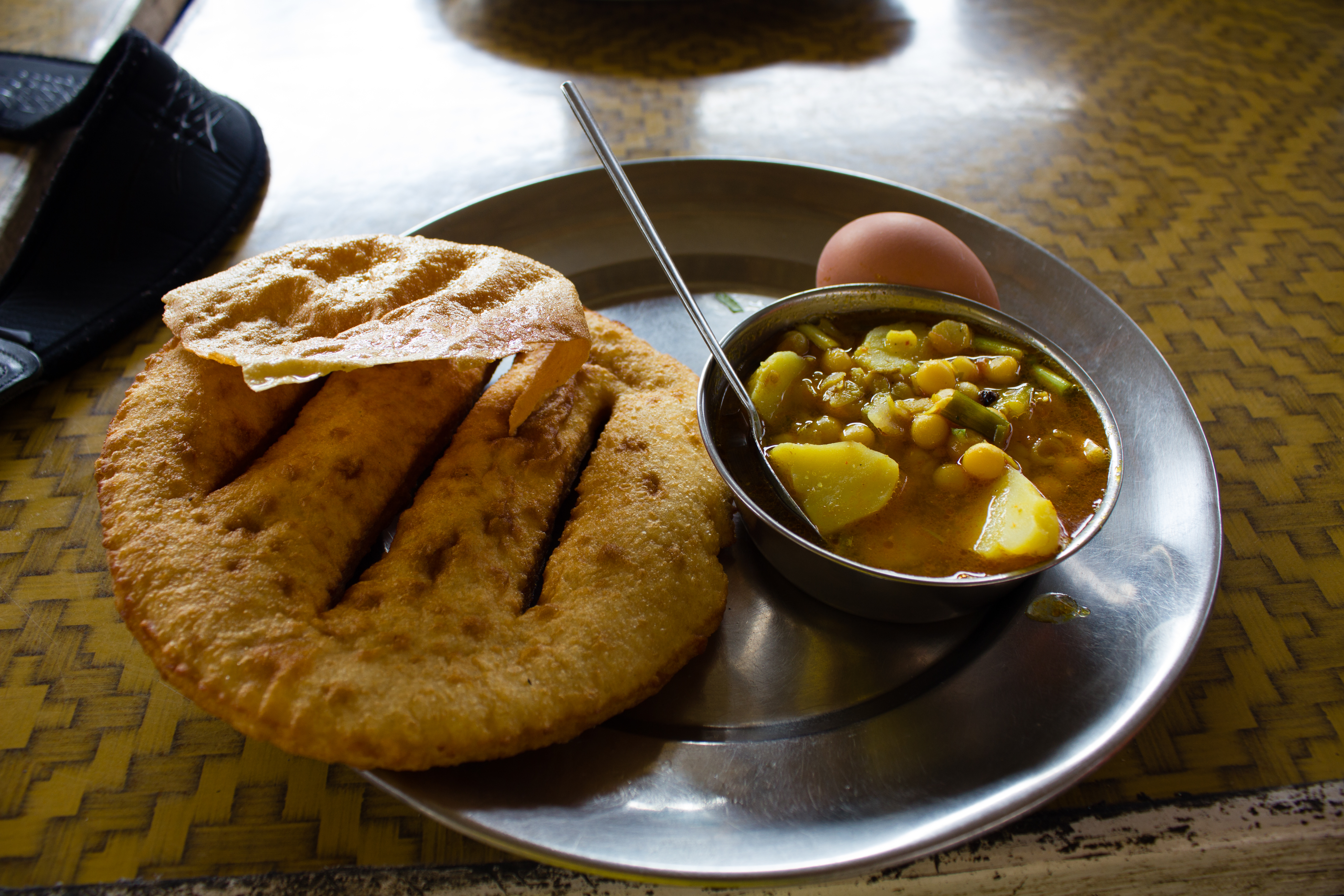
یک صبحانه ساده تبتی

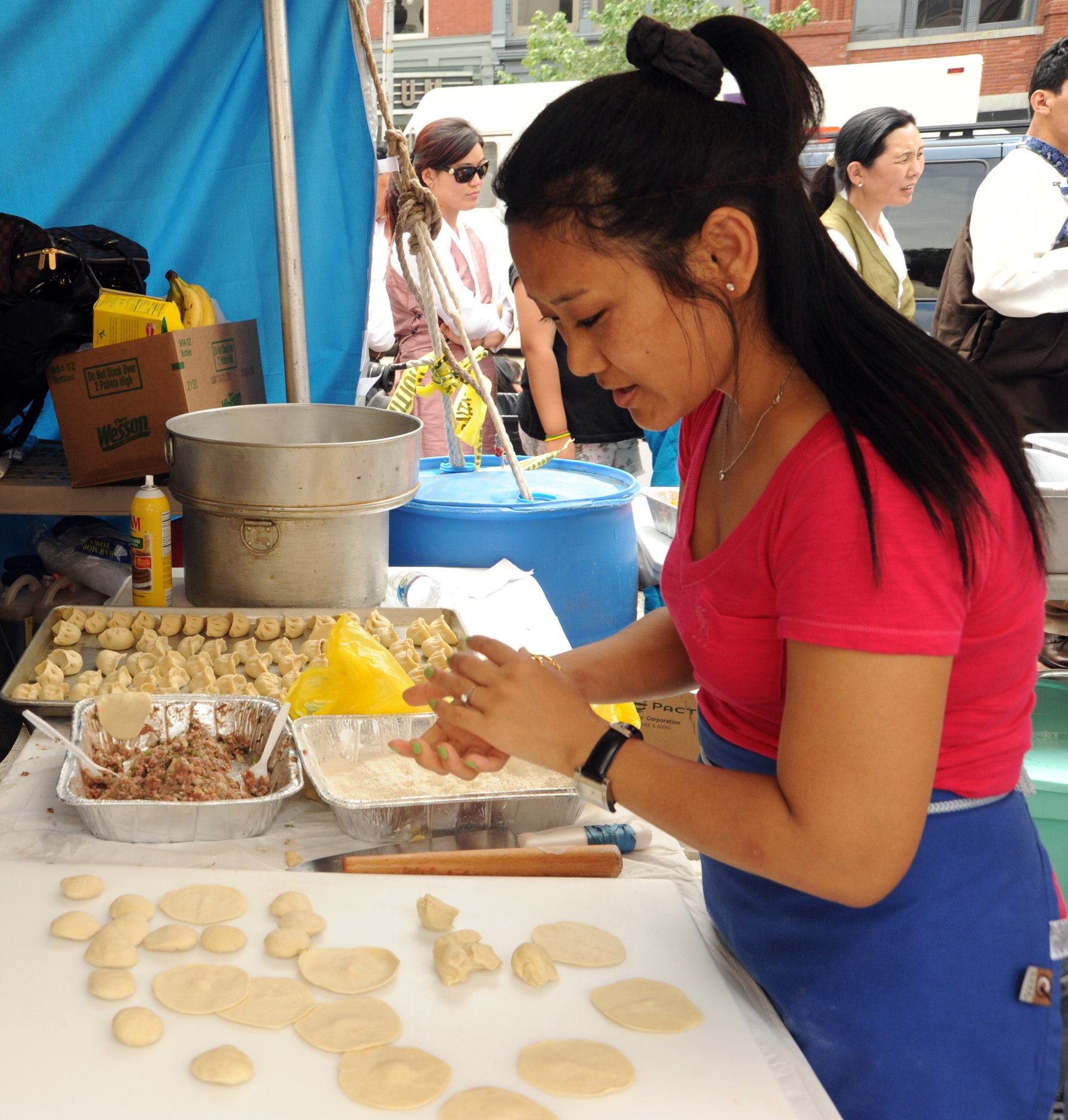
یک زن تبتی در یک گردهمایی در ایالات متحده، مومو درست می‌کند

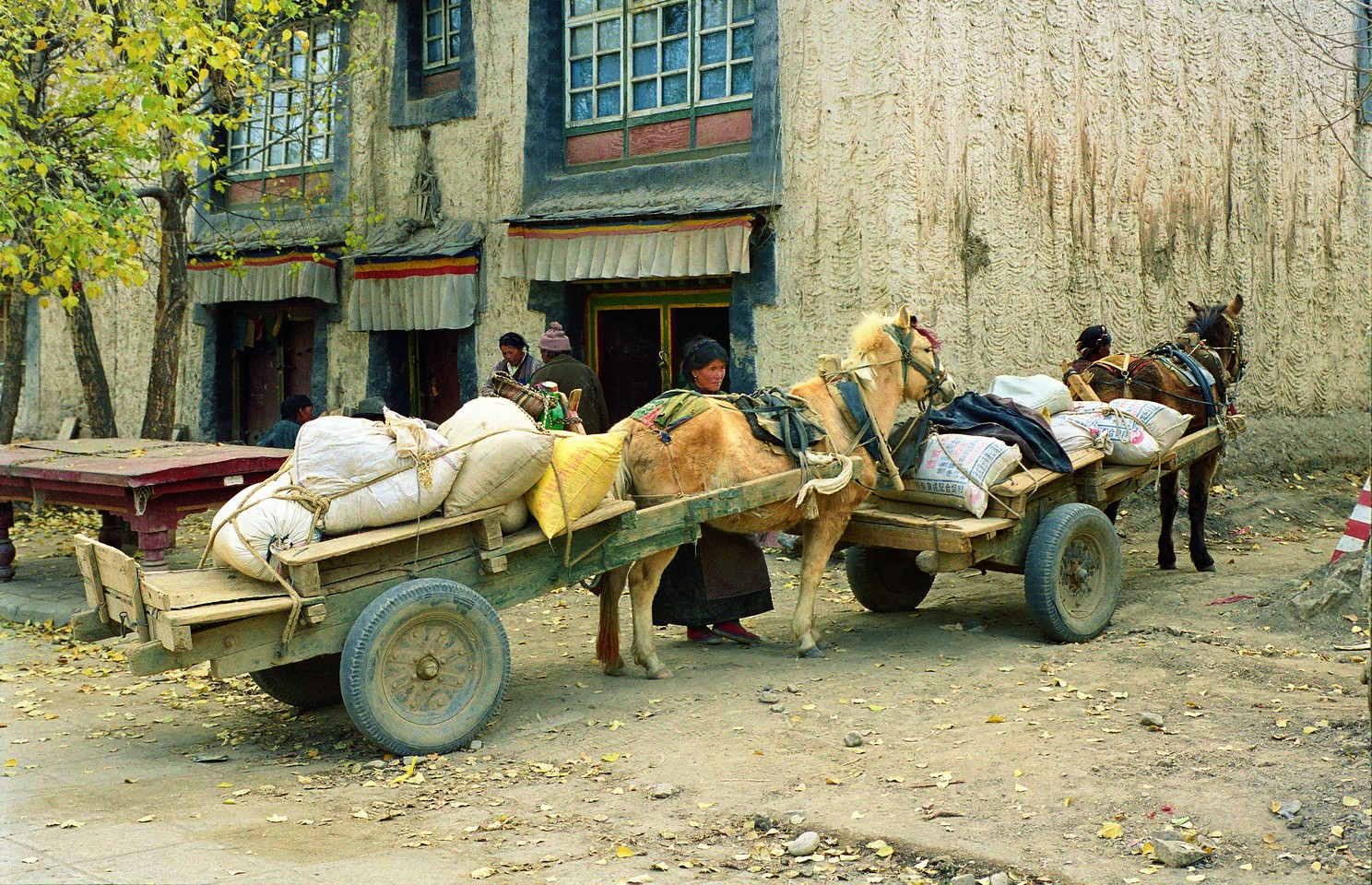
حمل و نقل دانه جو، یک غذای اصلی. آن را تفت داده و پودر می‌کنند تا آرد شود

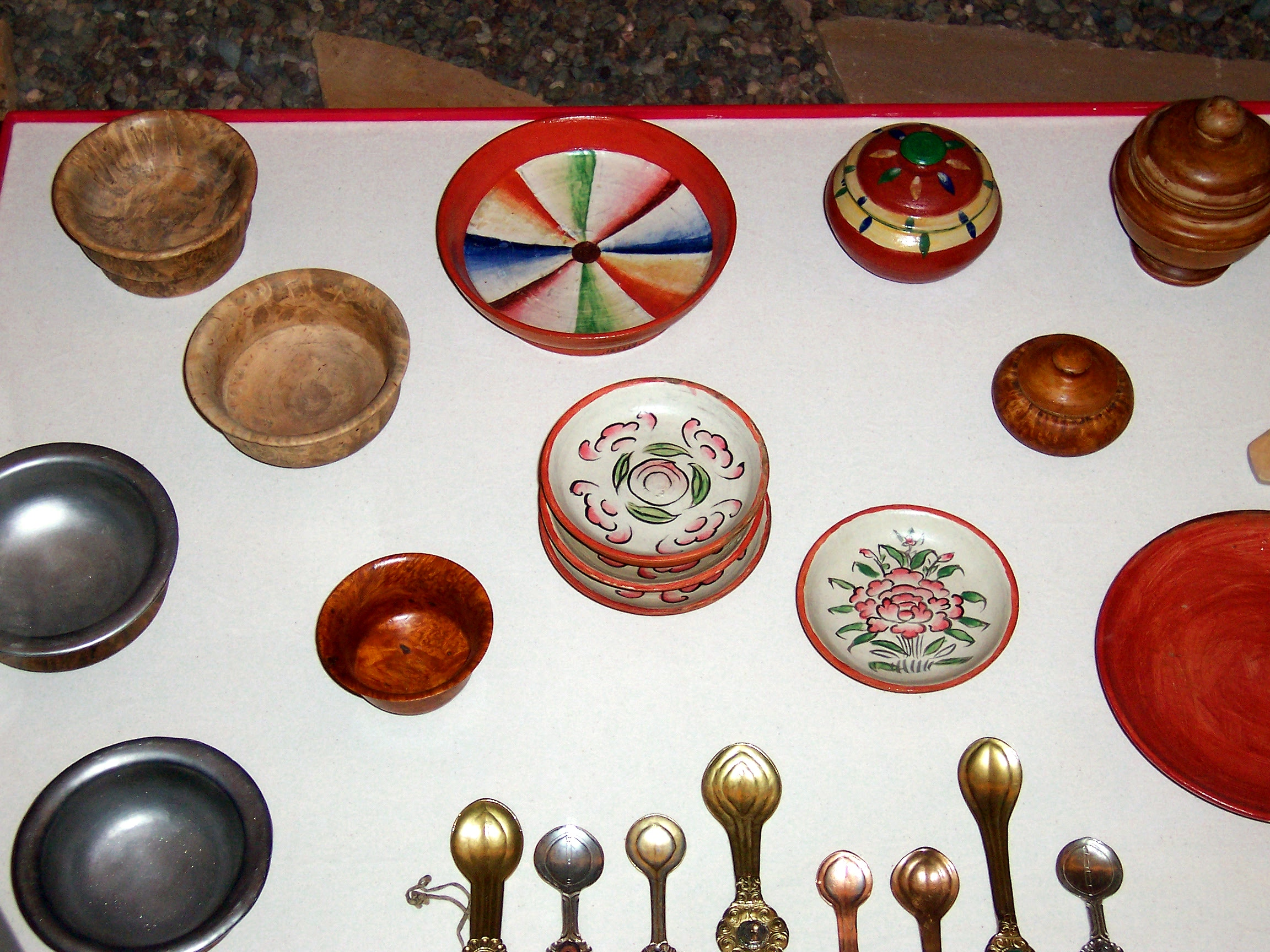
کاسه‌ها و قاشق‌های تبتی، موزه فیلد

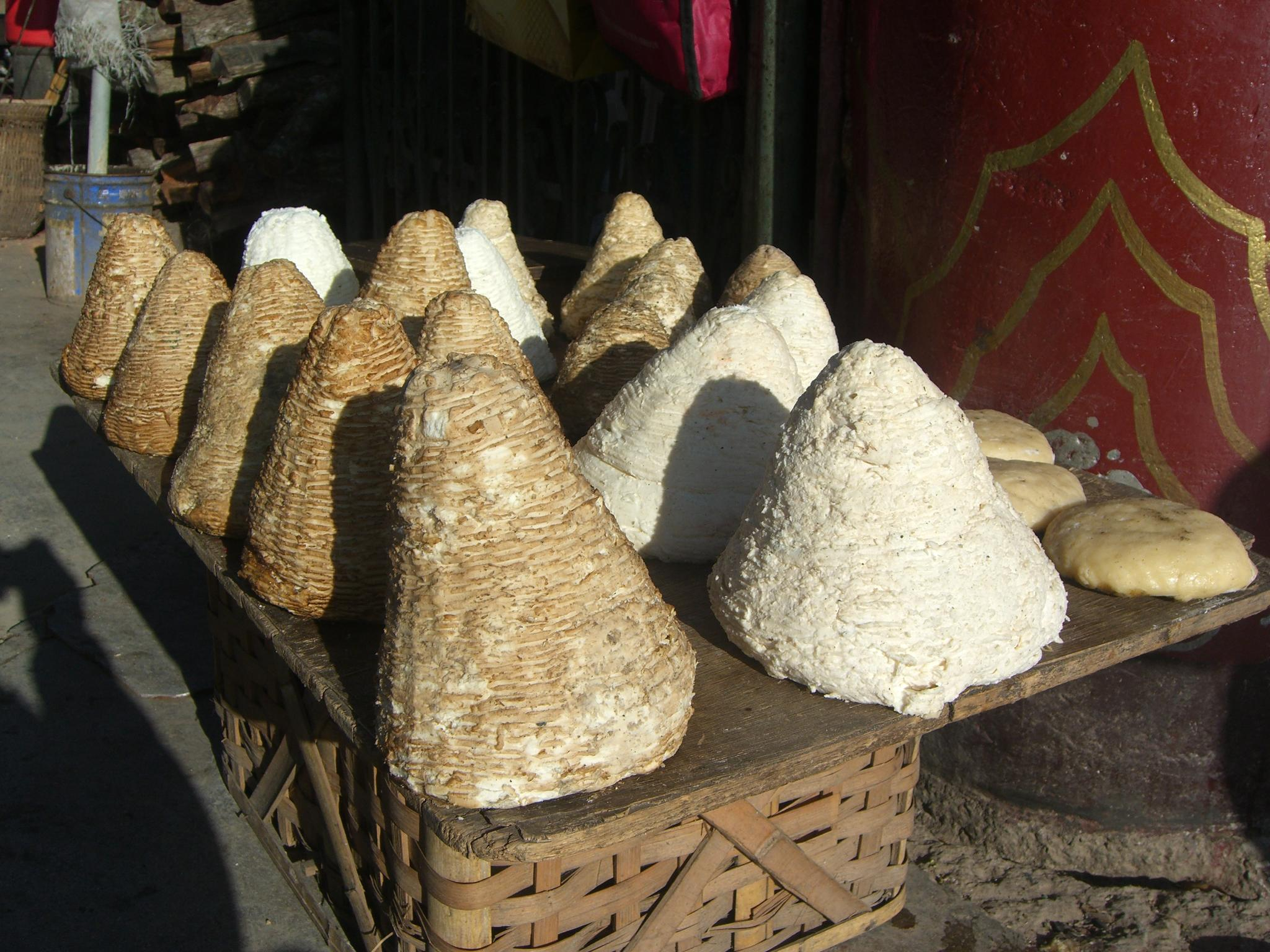
نمونه‌هایی از پنیر تبتی در بازار Zhongdian

آشپزی تبتی شامل سنت‌ها و شیوه‌های آشپزی مردم تبت در منطقه تبت است. این آشپزی بازتابی از چشم‌انداز کوهستانی و فلات‌های تبتی بوده و تحت تأثیر همسایگان خود، از جمله هند و نپال، که بسیاری از تبتی‌ها در آنجا زندگی می‌کنند، قرار دارد. آشپزی تبتی به خاطر استفاده از نودل‌ها، گوشت بز، یاک، گوشت میش، دامپلینگ، پنیر (که اغلب از شیر یاک یا بز تهیه می‌شود)، کره، ماست (که همچنین از حیوانات سازگار با اقلیم تبتی تولید می‌شود) و سوپ‌ها شناخته شده است. گیاه‌خواری از قرن یازدهم توسط عالمان مذهبی مورد بحث قرار گرفته است، اما به دلیل دشواری در کشت سبزیجات و سنت‌های فرهنگی که مصرف گوشت را ترویج می‌کنند، رایج نیست.
محصولات باید قادر به رشد در ارتفاعات بالا باشند، اگرچه چندین منطقه به اندازه کافی در ارتفاع پایین قرار دارند تا محصولاتی مانند برنج، پرتقال، موز و لیمو را کشت کنند. مهم‌ترین محصول جو است. آرد آسیاب شده از جو برشته، که تساپا نامیده می‌شود، غذای اصلی تبت است، همچنین شا فالی (گوشت و کلم در نان) نیز از دیگر غذاهای رایج است. بالپ نان تبتی است که برای صبحانه و ناهار مصرف می‌شود. انواع مختلفی از نان بالپ و پای‌های سرخ شده نیز مصرف می‌شود. توکپا غذای اصلی شام است که شامل سبزیجات، گوشت و نودل‌های با اشکال مختلف در آبگوشت است. آشپزی تبتی به‌طور سنتی با قاشق و چنگال نقره سرو می‌شود، در حالی که دیگر آشپزی‌های هیمالیا غذا با دست خورده می‌شوند. دانه‌های خردل نیز کشت می‌شوند و در آشپزی تبتی نقش مهمی دارند.
بیرون از منطقه خودمختار تبت، آشپزی تبتی در ایالت‌های هندی لداخ، هیماچال پرادش، اوتاراکند، سیکیم، و مناطق شمالی نپال مانند مستنگ و همچنین توسط جوامع دیاسپورای تبتی مصرف می‌شود.
در شهرها و روستاهای بزرگ تبتی، بسیاری از رستوران‌ها اکنون غذاهای غذای هان چینی به سبک سیچوان را سرو می‌کنند. واردات غربی و غذاهای ترکیبی، مانند یاک سرخ شده و سیب‌زمینی سرخ‌کرده نیز محبوب هستند. با این حال، بسیاری از رستوران‌های کوچک که غذاهای سنتی تبتی را سرو می‌کنند، در شهر و روستا همچنان وجود دارند.

## فرهنگ غذایی

### ظروف آشپزی
تبتی‌ها از قابلمه‌ها، تابه‌ها، قوطی‌ها، بخارپزها و جعبه‌هایی از مواد مختلف استفاده می‌کنند. زنان تبتی ظروف چوبی بزرگی را حمل می‌کنند که می‌تواند تا ۲۵ لیتر آب را در خود جای دهد و روزی یک بار برای آوردن آب استفاده می‌شود. پس از بازگشت به خانه، آن‌ها آب را در قوطی‌های مسی داخلی می‌ریزند که بیش از ۱۰۰ لیتر ظرفیت دارند. قابلمه‌های پخت و پز از آهن یا برنج بر روی اجاق استفاده می‌شوند. به‌طور سنتی، تابه‌ها به ندرت استفاده می‌شدند، اما به‌طور فزاینده‌ای محبوب می‌شوند. جعبه‌های چوبی برای نگهداری تسمپا کره و پنیر استفاده می‌شوند. تبتی‌ها از سبدهای بافته شده با دقت و درب‌های هم‌خوان برای نگهداری میوه‌های خشک، برنج و شکر استفاده می‌کنند. هنگام سفر، آن‌ها از سبدها برای نگهداری گوشت خشک و پنیر استفاده می‌کنند. در تبت جنوبی، استفاده از هاون‌ها برای خرد کردن فلفل‌های تند ضروری هستند.

### ظروف غذاخوری
ظروف غذاخوری تبتی به‌طور سنتی از چوب ساخته می‌شوند، اما گاهی از خاک رس لاکی نیز استفاده می‌شود. بر اساس سنت محلی، این صنایع دستی از نسل‌های گذشته به ارث رسیده است. کسانی که توانایی مالی داشتند، کاسه‌های چینی با کیفیت بالا را از جاهای دیگر خریداری می‌کردند. در زمان‌های مدرن‌تر، انواع دیگر چینی از چین یا جاهای دیگر مورد استفاده قرار می‌گیرد. قاشق‌ها برای اکثر غذاها ضروری هستند. افراد فقیر و کودکان آن‌ها را به دور گردن خود می‌آویختند تا دسترسی آسان و همیشگی به آن داشته باشند. چاقوها گاهی برای خوردن میوه‌ها استفاده می‌شوند. تبتی‌ها همچنین از کاسه‌های سوپ کوچک استفاده می‌کنند، در حالی که ثروتمندان از کاسه‌های طلا و نقره استفاده می‌کردند.

## چای
فنجان‌های چای گاهی در چین‌خوردگی شکم چوبا، یک لباس سنتی، حمل می‌شوند. فنجان‌های چای چوبی ساخته شده از چوب به ویژه دزابیجا باکیفیت محسوب می‌شوند. آن‌ها دارای سطحی صاف، الگوی دانه‌ای چشم‌گیر و شکلی متعادل هستند که به ترکیب چوب خام مربوط می‌شود. این فنجان‌ها راحت در دست گرفته می‌شوند. قیمت آن‌ها بالا است و بیشتر افراد نمی‌توانند آن‌ها را بخرند. فنجان‌های مجلل معمولاً دارای لایه‌ای از نقره درون خود هستند که برای تمیز کردن آسان‌تر طراحی شده‌اند. اشراف و لاماهای عالی از پایه‌ها و درپوش‌هایی استفاده می‌کردند که با موتیف‌های اسطوره‌ای به دقت تزئین شده بودند. این درپوش‌ها برای حفظ عطر چای استفاده می‌شوند. گرانبهاترین فنجان‌ها که از استان‌های دیگر ارسال می‌شوند، از یاقوت سفید ساخته شده‌اند و هیچ دسته‌ای ندارند. بهترین فنجان‌های چای از فلز یا نقره ساخته می‌شوند که فقط برای مهمانان و در روزهای جشن استفاده می‌شوند. زرگران درگه به خاطر ست‌های چای زیبا و باکیفیت خود شناخته شده‌اند. قوری‌ها معمولاً از چوب یا خاک رس ساخته می‌شوند، در حالی که قوری‌های بهتر از فلزات با تزئینات مجلل مانند مس یا برنج ساخته می‌شوند.
دانگمو یک سیلندر مخلوط‌کن چای است که برای تهیه چای کره‌ای تبتی استفاده می‌شود. معمولاً حجم آن حدود ۴ لیتر است و از چوب تزئین شده با برنج ساخته می‌شود. یک همزن در سوراخ بالای دانگمو قرار می‌گیرد و با ۱۵–۲۰ حرکت عمودی، چای کره‌ای امولسیون می‌شود.

### آشپزخانه‌های صومعه
راهب‌های تبتی خودکفا هستند. آن‌ها برای خود غذا می‌پزند و با دعا کردن برای کشاورزان و کوچ‌نشینان یا انجام مراسم برای رفاه خانواده‌ها، پول جمع‌آوری می‌کنند. در آشپزخانه‌های صومعه، از قابلمه‌های بزرگ برای تهیه سوپ استفاده می‌شود. در زمان‌های استراحت از تحصیلات مذهبی، برای راهب‌ها چای و سوپ سرو می‌شود. راهب‌های تازه‌کار از بین ردیف‌ها عبور کرده و چای را از قوری‌های با تزئینات غنی می‌ریزند.

## آداب معاشرت
دوستی، مهمان‌نوازی، سخاوت و عددم خودخواهی که از اصول بوداگرایی تبتی نشأت می‌گیرد، پایه‌های آداب و رسوم محلی هستند. رفتارهایی که خودمحور یا خودخواهانه باشند، نامناسب تلقی می‌شوند و کمک به دیگران ایده‌آل محسوب می‌شود. این باورها با اعتقاد به کارما - که هر چیزی که در زندگی اتفاق می‌افتد، منبعی در اعمال انجام شده در گذشته دارد - ترکیب می‌شود و به آن‌ها کمک می‌کند تا از دست دادن، بیماری یا بدبختی‌های بزرگ را به راحتی پردازش کنند، زیرا بر این باورند که این امر آن‌ها را از تأثیرات اعمال گذشته رها می‌کند.
مهمان‌ها این نگرش را مشاهده می‌کنند. هنگام ورود، مهمان یک خاتا - یک شال ابریشمی سفید - دریافت می‌کند که نماد شادی برای بازدید و احترام به مهمان است. پس از ورود، راحتی و آسایش مهمان به هر نحوی مورد توجه قرار می‌گیرد، از جمله در پخت و پز. ممکن است به مهمان چای پیشنهاد شود، اما به جای پذیرش فوری، انتظار می‌رود که مهمان به‌طور مودبانه رد کند - مهمان نیز باید نمونه باشد. بدون تردید، میزبان (معمولاً زن خانه) بلافاصله چای را سرو می‌کند. میزبان فنجان را با دو دست می‌ریزد و به عنوان نشانه‌ای از احترام به مهمان می‌دهد. در پروتکل معمول، مهمان تنها یک جرعه کوچک می‌نوشد قبل از اینکه فنجان را بگذارد. میزبان دوباره فنجان را پر کرده و از مهمان می‌خواهد که دوباره بنوشد. این کار دو بار دیگر تکرار می‌شود قبل از اینکه مهمان به آرامی فنجان را خالی کند. اگر مهمان فنجان را پر بگذارد بدون اینکه بنوشد، این به عنوان علامتی از رضایت تلقی می‌شود. بدون اینکه سؤالی شود، فنجان برداشته می‌شود و معمولاً به مهمان چانگ (آبجو جو) پیشنهاد می‌شود. در میز، انتظار می‌رود که افراد به صورت چهارزانو بنشینند و کشیدن پاها نامناسب تلقی می‌شود. علاوه بر این، هرگز نباید بر روی اعضای بدن دیگران عبور کرد. شیرینی‌ها ممکن است با چای سرو شوند. اگر به مهمان وعده غذایی پیشنهاد شود، او ممکن است در ابتدا به‌طور مودبانه رد کند. در پیشنهادهای بعدی، میزبان ممکن است بفهمد که مهمان چه چیزی می‌خواهد.
هدف هر میزبان ایجاد یک جو آرام و خوشایند و دادن شادی و لذت است.

## غذاها
سایر غذاهای تبتی عبارتند از:

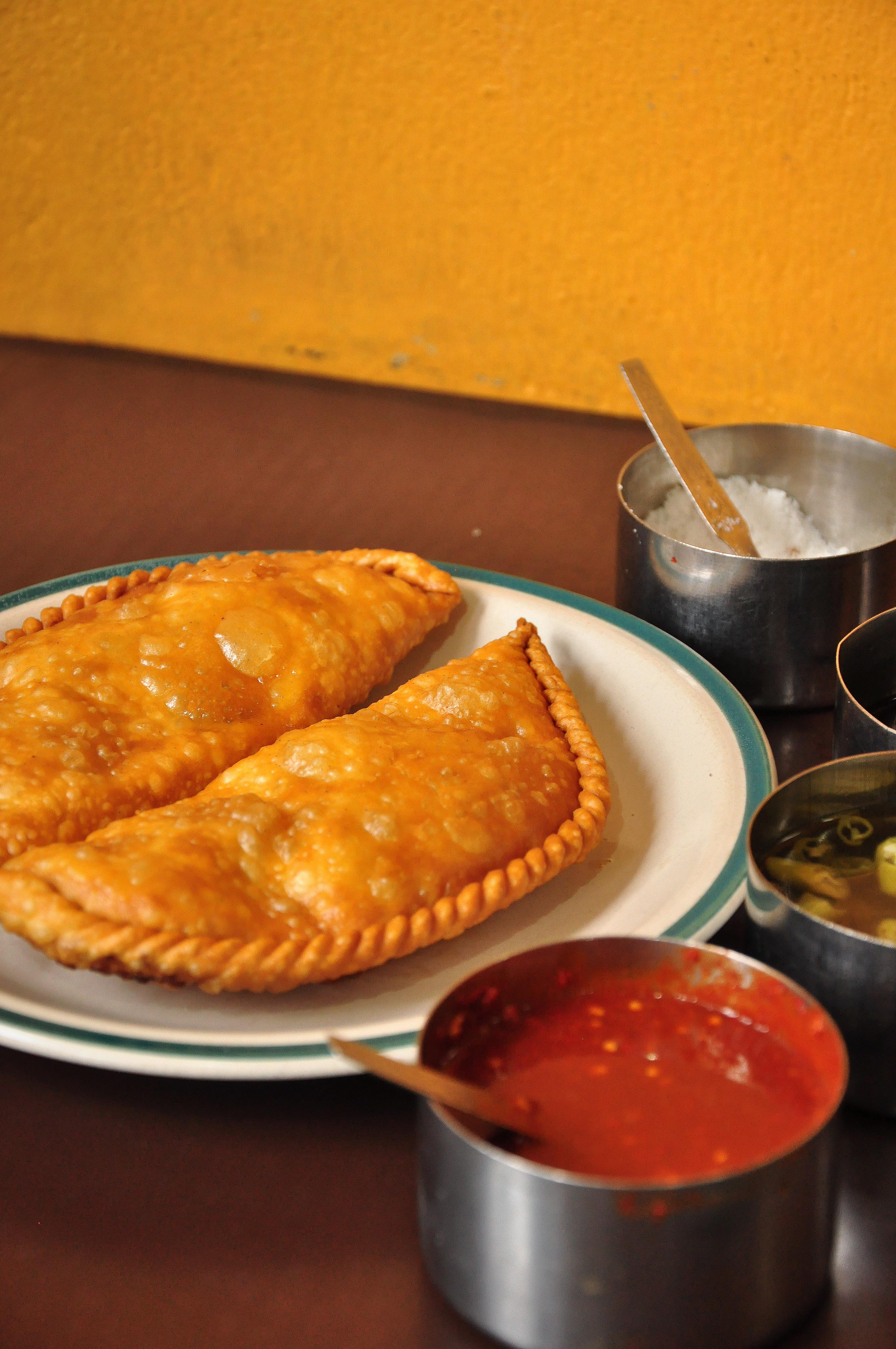
میان‌وعده تبتی شا فالی در نپال

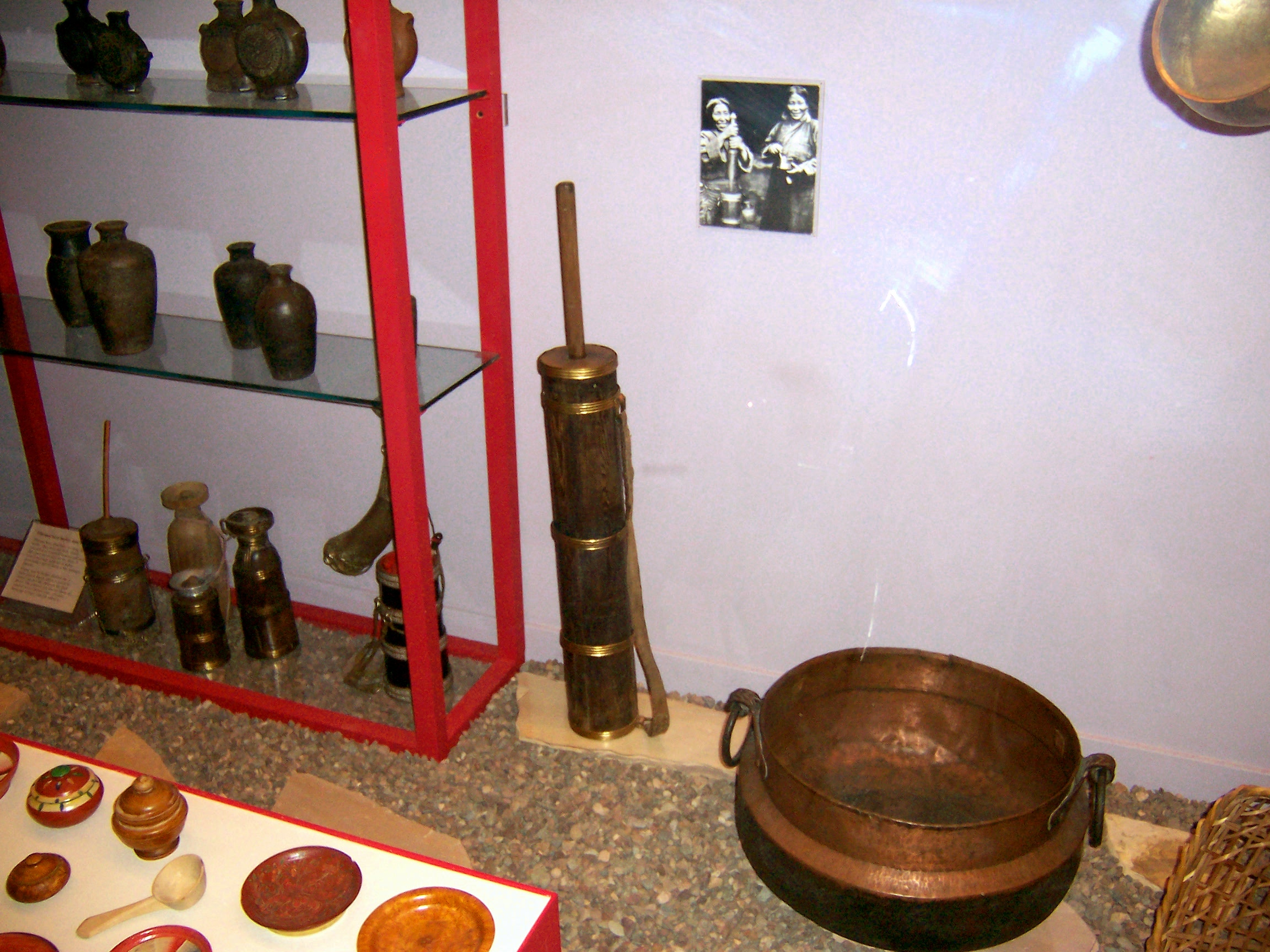
اقلام آشپزخانه تبتی از جمله کره کوچک با بند شانه، مناسب برای زندگی عشایری، دیگ پخت و پز، کاسه و قاشق

- شا فالی - نانی که با گوشت چرخ‌کرده و کلم مزه‌دار پر شده و به شکل نیم‌دایره یا دایره‌ای شکل داده می‌شود و بسته به تنوع‌های منطقه‌ای، یا سرخ‌کرده یا در تابه سرخ می‌شود، مشابه جیائوزی.
- بالپ کورکون - نان تخت در تبت مرکزی که بر روی تابه پخته می‌شود نه در فر.
- تینگ مو - نوعی نان بخارپز که نسخه‌ای سنگین‌تر از بائوزی چینی هان است.
- تنتوک - نوعی سوپ مناسب فصل سرد که با نودل و سبزیجات مختلف تهیه می‌شود.
- شاب تا - گوشت سرخ‌شده که با کرفس، هویج و فلفل سبز تازه مخلوط شده است.
- جیورما - سوسیس خونی که با خون یاک یا گوسفند و آرد جو برشته یا برنج به عنوان پرکننده تهیه می‌شود.
- سوخام بکس - خمیری سرخ‌شده که با کره و گوشت چرخ‌کرده تهیه می‌شود و گفته می‌شود که مورد علاقه دالایی لاما و پانچن لاما است.
- دتووا کاتسا - روده گوسفند پخته‌شده با کاری، رازیانه، گلوتامات مونو سدیم و نمک.[۱۰]
- لونگگوی کاتسا - سر گوسفند پخته‌شده با کاری، رازیانه، گلوتامات مونو سدیم و نمک.[۱۰]
- توه - شیرینی پنیر که با کره یاک، شکر قهوه‌ای و آب تهیه می‌شود.[۱۰]
- ماسان - شیرینی که با تساما، پنیر خشک مکعبی یا پنیر مایع، کره یاک، شکر قهوه‌ای و آب تهیه می‌شود.[۱۰]
- شوگو مومو - نوعی مومو که با سیب‌زمینی له‌شده و خمیر تهیه می‌شود، به شکل توپک‌ها با پرکننده گوشت چرخ‌کرده، که با خرده نان سرو می‌شود.[۱۰]
- سامخم پپلگ - خمیری سرخ‌شده با کره یاک یا روغن کلزا.[۱۱]

### نان و غذاهای خمیر سرخ شده
- پاپزا موگو - توپ‌های خمیر با کره ذوب شده، شکر قهوه ای و پنیر کشک خشک. آنها طعم ترش و شیرینی دارند و به رنگ قرمز هستند.

### سوپ‌ها
- د-توک - نوعی فرنی که شامل عصاره یاک یا گوسفند به همراه برنج و انواع مختلف پنیرهای تبتی است. مشابه برنجی کانتونی است.
- تسام-توک - نوعی فرنی که از عصاره یاک یا گوسفند و آرد جو برشته به همراه انواع مختلف پنیرهای تبتی تهیه می‌شود.
- توکپا باتوک - یک سوپ نودل تبتی رایج که با نودل‌های کوچک bhasta تهیه می‌شود.

### غذاهای شیرین
- دای-سی - یک دسر شیرین تبتی که با برنج پخته شده در کره بدون نمک و مخلوط با کشمش، دروما (ریشه‌ای به شکل کدو) و خرما و آجیل تهیه می‌شود. این غذا معمولاً فقط در روز لوسر (سال نو تبتی) سرو می‌شود.
- خاپسی - بیسکویت‌ها یا کلوچه‌های تبتی که سرخ شده و در جشن‌هایی مانند سال نو تبتی یا عروسی‌ها تهیه می‌شوند. خاپسی‌ها به شکل‌ها و بافت‌های مختلفی شکل داده می‌شوند. برخی با شکر پودر شده تزئین می‌شوند در حالی که شکل‌های دیگری مانند خاپسی‌های به شکل گوش الاغ برای تزئین استفاده می‌شوند.[۱۲]

### غذاهای تعطیلات
- گوتوک - به‌طور سنتی قبل از لوسار خورده می‌شود
- خپسه - شیرینی‌های لوسار به نام نیاپشا[۱۳]
- چانگکول (غذا)[۱۴]

## پنیر، ماست و کره

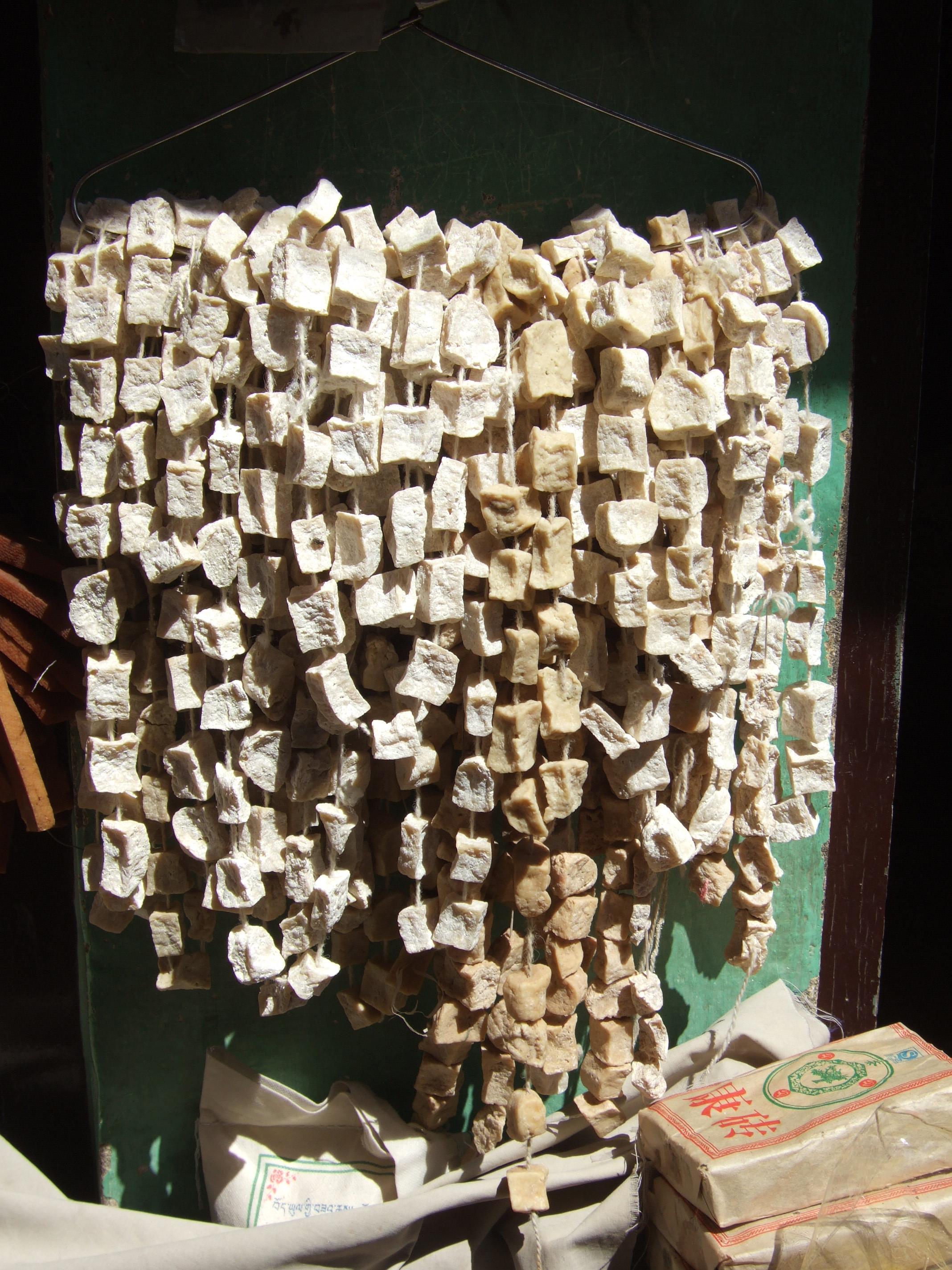
نوعی پنیر تبتی

پنیرهای تبتی، ماست و کره از مواد غذایی اصلی هستند. انواع مختلفی از پنیرها وجود دارد که شامل پنیرهای نرم مشابه پنیر کاتیج که از دوغ تهیه می‌شوند و به آن چورا لوانپا (یا سر) گفته می‌شود. پنیر سخت به نام چورا کامپو شناخته می‌شود. پنیر بسیار سخت، که از ماست جامد شده تهیه می‌شود، چهورپی نامیده شدهو در سیکیم و نپال نیز یافت می‌شود. نوع دیگری از پنیر به نام شوشا یا چورول وجود دارد که طعمی شبیه به لیمبورگر دارد و نیز خورده می‌شود. این پنیر از خامه و پوست شیر تهیه می‌شود.

## نوشیدنی‌ها
بیشتر تبتی‌ها روزانه فنجان‌های زیادی از چای کره یاک می‌نوشند. گاهی چای یاس نیز در دسترس است.
چای قالبی با روش‌هایی تهیه می‌شود که تنها به‌طور دور از هم با روش‌های استفاده شده در چین یا سریلانکا (سیلان) مرتبط است. وقتی آب به جوش می‌آید، مقدار زیادی از چای به آن اضافه می‌شود و اجازه می‌دهند به مدت پنج تا ده دقیقه دم بکشد تا کل دم‌نوش به قدری کدر شود که تقریباً سیاه به نظر برسد. در این مرحله کمی نمک اضافه می‌شود؛ تبتی‌ها همیشه نمک به چای خود اضافه می‌کنند و هرگز شکر نمی‌زنند. به من گفته‌اند که گاهی کمی بیکربنات سدیم نیز اضافه می‌کنند تا نوشیدنی رنگ صورتی به خود بگیرد، اما من هرگز این کار را در سیکانگ ندیدم. از طرف دیگر، آنها به ندرت چای را بدون کره می‌نوشند. اگر در خانه باشید، محتویات قابلمه را به یک چرخ بزرگ چوبی خالی می‌کنید و چای را از طریق یک صافی از نی یا موی اسب عبور می‌دهید. سپس یک تکه بزرگ کره به آن اضافه می‌کنید و بعد از هم زدن vigorously، این نوشیدنی به یک کتری بزرگ مسی منتقل می‌شود و روی یک آتش‌دان قرار می‌گیرد تا گرم بماند. وقتی در حال سفر هستید، معمولاً چرخ را با خود نمی‌برید، بنابراین هر کس کاسه چوبی خود را با چای پر می‌کند، تکه‌ای کره از سبد برمی‌دارد، آن را در کاسه می‌گذارد، مخلوط را به آرامی با انگشت خود هم می‌زند و در نهایت چای را می‌نوشد.
چای کره‌ای نوشیدنی ملی تبتی‌هاست. به دلیل محتوای بالای کره‌اش، این نوشیدنی در شرایط جوی و جغرافیایی شدید فلات تبتی ایده‌آل است.
اگرچه چای کره محبوب‌ترین چای است، چای سیاه نیز نسبتاً محبوب است.
یاسمن در شرق تبت رشد می‌کند. به احتمال زیاد، تبتی‌ها چای یاسمن را از حوزه فرهنگی چینی هان جذب کرده‌اند.
چای ادویه‌دار در میان تبعیدی‌هایی که در هند و نپال زندگی می‌کنند بسیار محبوب است. این نوع چای تقریباً در تبت ناشناخته است و به احتمال زیاد از فرهنگ هندی اقتباس شده است.
دارا کلمه تبتی برای دوغ است و به نوشیدنی ماست اشاره دارد. این واژه همچنین برای لاسی هندی نیز استفاده می‌شود.

### نوشیدنی‌های الکلی
به‌طور سنتی، بودیسم تبتی مصرف نوشیدنی‌های الکلی را ممنوع می‌کرد. آبجو بیشتر از جو است، اما از برنج، گندم، ذرت، جو و ارزن نیز استفاده می‌شود. چانگ از طریق نی بامبو نازک مصرف می‌شود.
نوشیدنی‌های الکلی عبارتند از:
- آبجو
- چانگ، آبجوی است که معمولاً از جو تهیه می‌شود
- پیجوپو، شراب برنج
- آرا، الکل غلات مقطر یا تخمیر شده
- تونگبا، یک نوشیدنی الکلی مبتنی بر ارزن

## مواد تشکیل دهنده
جو از قرن پنجم میلادی به عنوان یک غذای اصلی شناخته شده است. این غله به یک محصول آردی به نام تساپا تبدیل می‌شود که هنوز هم به عنوان یک غذای اصلی محسوب می‌شود. آرد را تفت می‌دهند و با کره و چای کره‌ای مخلوط می‌کنند تا خمیری سفت درست شود که به صورت توپ‌های کوچک خورده می‌شود.